# Tsu (red social)
Tsū es una Red social con sede en Nueva York, Nueva York. Su nombre viene del japonés. La grafía de Tsū es el carácter japonés «ツ», que es similar a una carita sonriente. 
Tsū es una comunidad en línea única para los creadores de contenido y consumidores. A diferencia de la mayoría de las redes sociales, Tsū cree firmemente en recompensar a los usuarios que contribuyen al crecimiento y el éxito de la plataforma. Como resultado, se sirven anuncios y se comparte hasta un 50% de los ingresos con los creadores de la plataforma #originalcontent de todo el mundo.
Tsū fue creado por Evacuation Complete, LLC, una empresa de Texas, fundada el 7 de febrero de 2008 y vendida la idea en 2019.  Los fundadores de Evacuation Complete son Sebastian Sobczak, Drew Ginsburg y Thibault Boullenger.  Tsū está abierto a nuevos usuarios por medio de invitaciones.
Al igual que en Facebook, al registrarse en la web, los usuarios deben crearse un perfil de usuario y podían añadir amigos, publicar mensajes, estados y fotos, así como recibir notificaciones de otros usuarios. Tsū se diferencia de otras redes sociales similares en que es una plataforma que usa al igual que Youtube la economía compartida y da  pagos a los que la utilizan.
La inspiración de Tsū vino de la historia de Ed O'Bannon, el lead plaintiff en O'Bannon v. NCAA.
Tsū se ha comparado bastante con Ello, una red social que rechaza vender los datos de usuarios como producto; el objetivo de Tsū es compartir los beneficios en compensación con los usuarios. Este enfoque parece dar a este servicio algunas de las características típicas de una estrategia de Marketing multinivel.
El 2 de agosto de 2016, sin previo aviso a sus millones de usuarios, Tsū cesó sus actividades, dejando un mensaje a sus seguidores en el que dan las gracias, pero sin mayores explicaciones sobre el motivo de su cierre. Durante un mes fue posible acceder para que los usuarios puedan descargar todos los archivos que hubieran publicado en la red social. Desde el 31 de agosto de 2016, Tsū cerró.
En septiembre de 2019, bajo una nueva dirección, Tsū anunció su reactivación